# Lijst van Italiaanse oorlogsschepen tijdens de Tweede Wereldoorlog
Dit is een lijst van Italiaanse oorlogsschepen tijdens de Tweede Wereldoorlog. Deze lijst bevat Italiaanse oorlogsschepen met een tonnage van boven de 1000 ton.

## Kruisers

### Lichte kruisers
- Bari
- Taranto

- Giussano-klasse
  - Alberico da Barbanio
  - Alberto di Giussano
  - Bartolomeo Colleoni
  - Giovanni dalle Bande Nere

- Cadorna-klasse
  - Armando Diaz

- Capitani Romani-klasse
  - Attilio Regolo
  - Pompeo Magno
  - Scipione Africano

- Duca d’Aosta-klasse
  - Emanuele Filiberto Duca d’Aosta
  - Eugenio di Savoia

- Duca degli Abruzzi-klasse
  - Giuseppe Garibaldi
  - Luigi Di Savoia Duca Degli Abruzzi

- Cadorna-klasse
  - Luigi Cadorna

- Montecuccoli-klasse
  - Muzio Attendolo
  - Raimondo Montecuccoli

### Zware kruisers
- Trento-klasse
  - Bolzano
  - Trento
  - Trieste

- Zara-klasse
  - Fiume
  - Gorizia
  - Pola
  - Zara

- San Giorgio-klasse
  - San Giorgio

## Slagschepen
- Andrea Doria-klasse
  - Andrea Doria
  - Duilio

- Conte di Cavour-klasse
  - Conte di Cavour
  - Giulio Cesare

- Vittorio Veneto-klasse
  - Littorio
  - Roma
  - Vittorio Veneto

## Vliegdekschepen
- Aquila-klasse
  - Aquila

## Onderhoudsschepen
- Giuseppe Miraglia

## Gewapende koopvaardijschepen
- Ramb I
- Ramb II
- Ramb III